# Johan Anderson
Johan Anderson, né le 29 septembre 1971 à Västerås en Suède, est un ancien joueur de tennis professionnel australien.

## Carrière
Titré en simple garçon en 1988 à l'Open d'Australie et en double garçon en 1989 à l'Open d'Australie et à Roland-Garros avec Todd Woodbridge.
Il a remporté un titre Challenger à Hong Kong en 1989.

## Parcours dans les tournois duGrand Chelem

### En simple
| Année | Open d'Australie | Open d'Australie | Internationaux de France | Internationaux de France | Wimbledon      | Wimbledon | US Open        | US Open  |
| ----- | ---------------- | ---------------- | ------------------------ | ------------------------ | -------------- | --------- | -------------- | -------- |
| 1988  | 1er tour (1/64)  | M. Gustafsson    | —                        | —                        | —              | —         | —              | —        |
| 1989  | 1er tour (1/64)  | W. Masur         | —                        | —                        | —              | —         | —              | —        |
| 1990  | 1er tour (1/64)  | S. Edberg        | 3e tour (1/16)           | J. Courier               | 2e tour (1/32) | P. Cash   | 2e tour (1/32) | G. Bloom |
| 1991  | 2e tour (1/32)   | P. McEnroe       | —                        | —                        | —              | —         | —              | —        |

N.B. : à droite du résultat se trouve le nom de l'ultime adversaire.

### En double
| Année | Open d'Australie               | Open d'Australie          | Internationaux de France | Internationaux de France | Wimbledon | Wimbledon | US Open | US Open |
| ----- | ------------------------------ | ------------------------- | ------------------------ | ------------------------ | --------- | --------- | ------- | ------- |
| 1988  | 1er tour (1/32) R. Fromberg    | R. Leach J. Pugh          | —                        | —                        | —         | —         | —       | —       |
| 1989  | 1er tour (1/32) R. Fromberg    | P. Aldrich D. Visser      | —                        | —                        | —         | —         | —       | —       |
| 1990  | 1er tour (1/32) R. Fromberg    | O. Delaitre M. Laurendeau | —                        | —                        | —         | —         | —       | —       |
| 1991  | 1er tour (1/32) L.-A. Wahlgren | K. Evernden N. Pereira    | —                        | —                        | —         | —         | —       | —       |
| 1992  | 1er tour (1/32) R. Fromberg    | N. Borwick S. Youl        | —                        | —                        | —         | —         | —       | —       |

N.B. : le nom du ou de la partenaire se trouve sous le résultat ; le nom des ultimes adversaires se trouve à droite.